# Are We All We Are
Are We All We Are is een nummer van de Amerikaanse zangeres Pink uit 2013. Het is de zesde en laatste single van haar zesde studioalbum The Truth About Love.
Het nummer flopte in Pinks thuisland de Verenigde Staten. In het Nederlandse taalgebied werd het nummer een klein hitje. In Nederland haalde het de 9e positie in de Tipparade, en in Vlaanderen de 3e positie in de Tipparade.